# Robotdammsugare

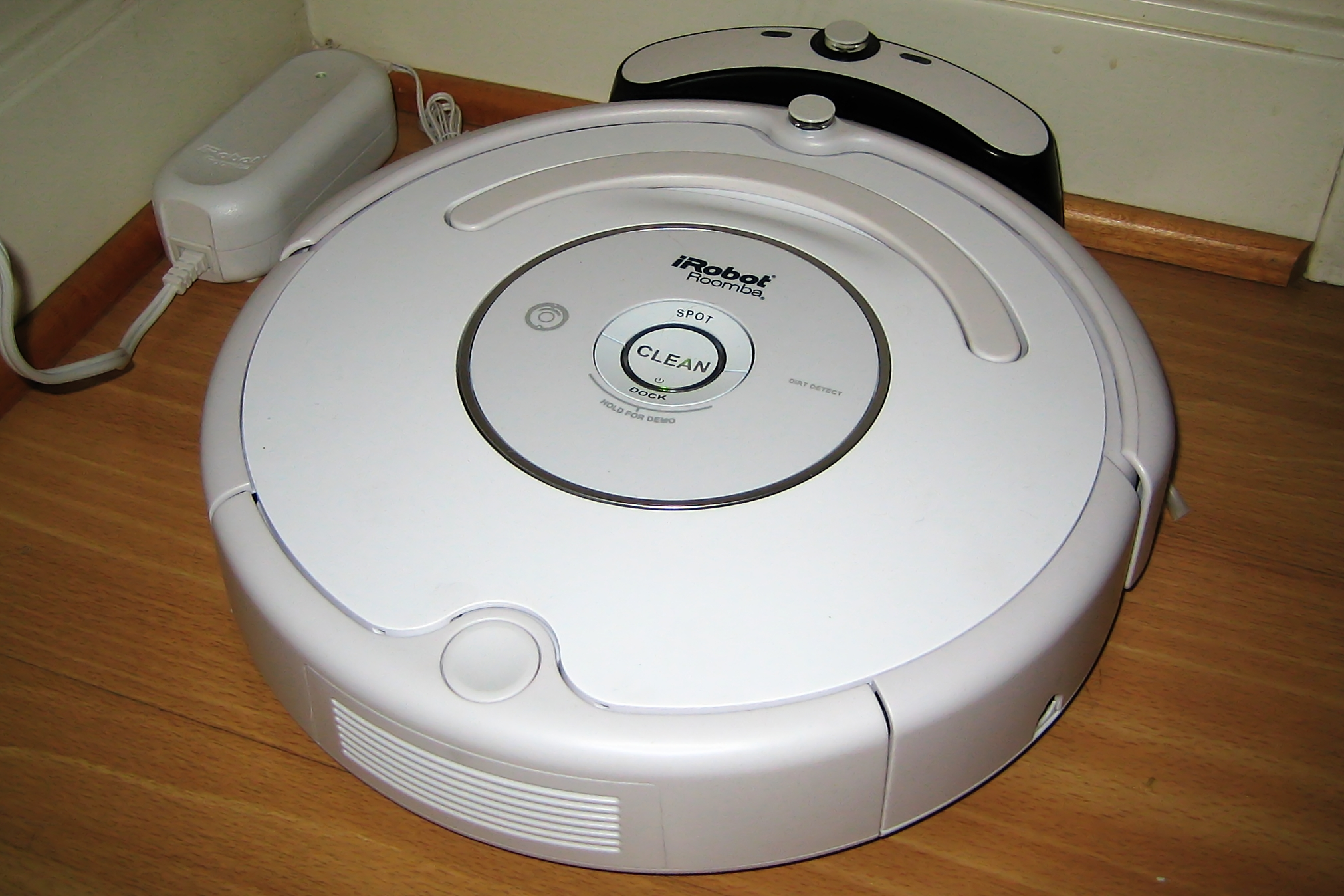
Robotdammsugare av märket Roomba med laddningsstation och transformator.

En robotdammsugare eller dammsugarrobot är en självgående och uppladdningsbar dammsugare. De flesta robotdammsugare har formen av en låg cylinder för att kunna gå in under möbler.

## Historia

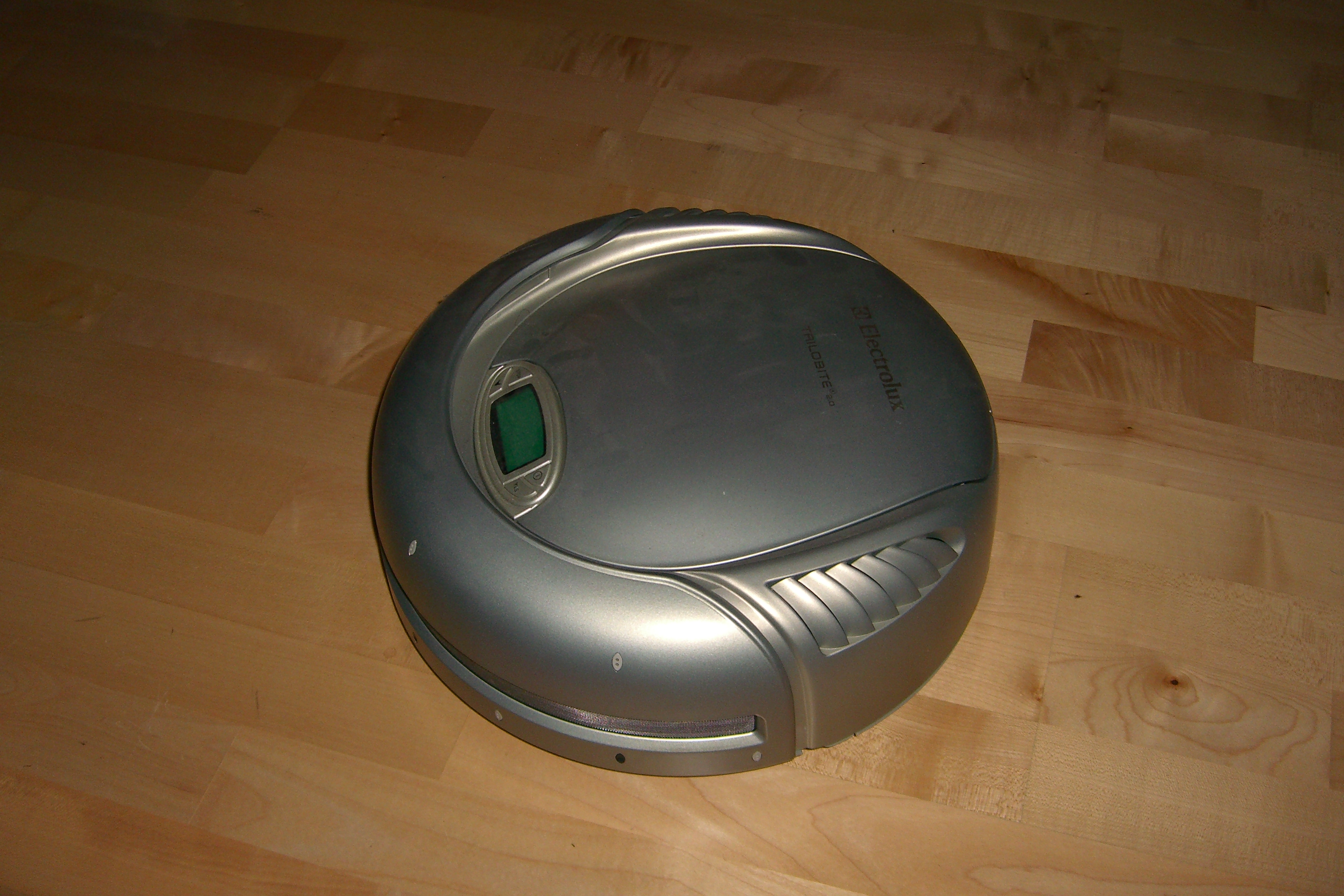
Electrolux Trilobite 2.0, en vidareutvecklad modell av den första producerade robotdammsugaren.

Electrolux var först med att producera en robotdammsugare. Vid den tiden fanns redan prototyper från flera företag. År 1997 demonstrerades robotdammsugaren Electrolux Trilobite för BBC och den hade då sålts på försök i några månader. Trilobite blev den första robotdammsugaren för den kommersiella marknaden och fick sitt genomslag hösten 2001. Den sände ut ultraljud för att undvika hinder och räkna ut hur den effektivast ska arbeta sig igenom ett rum och kunde självmant ta sig till laddningsstationen. Däremot var man tvungen att placera ut magnetremsor för att begränsa ytan så att den exempelvis inte ramlade nedför trappor.
Robotdammsugaren utsågs av HUI Research till Årets julklapp i Sverige 2015.
Under åren har robotdammsugare vidareutvecklats för att arbeta mer effektivt och självständigt, exempelvis kunna ta sig över mattkanter och vanliga trösklar, undvika att dammsuga samma plats flera gånger och undvika att ramla nedför trappor.

## Teknik och funktion

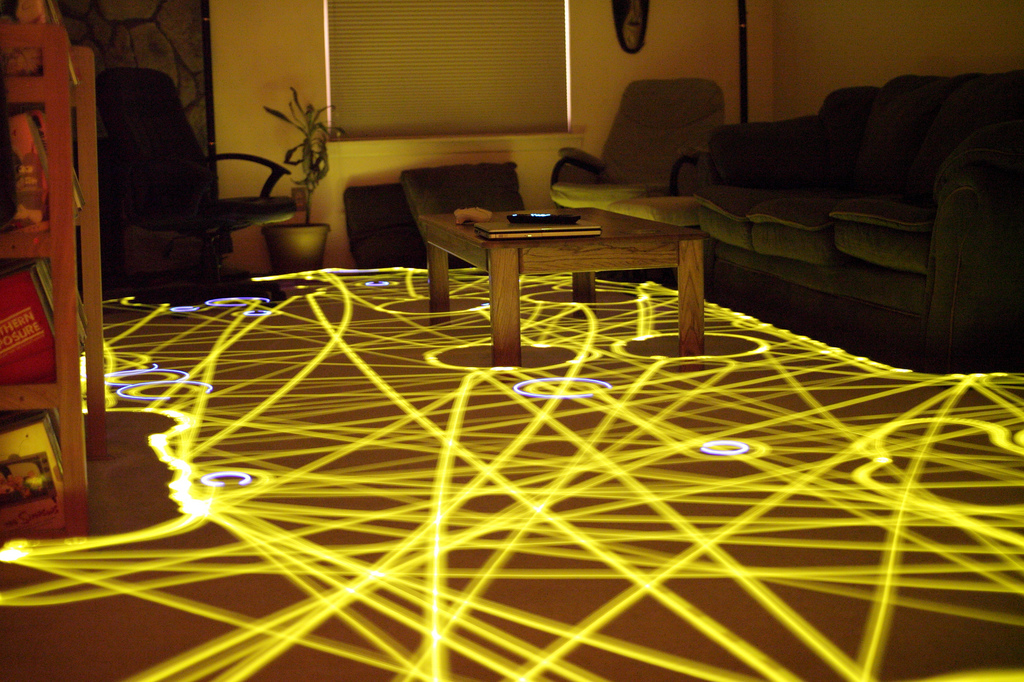
Foto taget av en robotdammsugare. De gula linjerna visar rörelsemönstret under 45 minuter och de blå ringarna fläckar som den har behövt rengöra extra noga.

Robotdammsugare finns med olika funktioner och i olika prisklasser. De fungerar främst som komplement till konventionella dammsugare. Den egentliga sugeffekten är relativt låg jämfört med konventionella dammsugare, vilket delvis brukar kompenseras genom ett system av borstar. Den kommer inte heller åt lika många ställen som en konventionell dammsugare. Många robotdammsugare har en relativt hög ljudnivå och en liten dammbehållare som behöver tömmas oftare.
Beroende på hur robotdammsugaren är programmerad lär den sig endera hur rummet ser ut och noterar var den har varit och vilka ytor som återstår eller rör sig i ett slumpmönster. Den kan scanna av rum med hjälp av laserteknik och i vissa fall  med inbyggd kamera. Robotdammsugarens verkningsområde kan ofta begränsas med enheter som skapar en infraröd "vägg". Vissa robotdammsugare återvänder själva till sin laddningsstation efter utfört arbete.